# Wróbel blady
Wróbel blady (Passer diffusus) – gatunek ptaka z rodziny wróbli (Passeridae). Występuje w Afryce Południowej; północna granica zasięgu przebiega przez Angolę, Zambię i Tanzanię. Nie jest zagrożony wyginięciem. Od 1940 obserwowana jest ekspansja gatunku w Południowej Afryce. Długość jego ciała wynosi do 16 cm, a masa do 29,6 g. W upierzeniu nie występuje dymorfizm płciowy. Głowa jest szara, a górna część grzbietu szarobrązowa. Kuper i barkówki rdzawe. Spód ciała z różnymi odcieniami szarości, najjaśniejsza jest broda wraz z gardłem. Skrzydła pokrywa wzór złożony z różnych odcieni brązu i bieli. Wyróżnia się cztery podgatunki. Pierwotnym siedliskiem tych wróbli były skupiska akacji i szerokolistnych drzew oraz inne formacje z udziałem drzew (między innymi miombo). W związku z komensalizmem zasiedliły nowe środowiska, jak obrzeża plantacji i ogrody. Żywią się nasionami roślin zielnych, bezkręgowcami i jagodami; obserwowano również spijanie nektaru aloesów. Lęgi stwierdzano przez cały rok, przeważnie odbywają się latem, stąd w poszczególnych krajach sezony lęgowe są zmienne. Gniazda wróbli bladych przypominają niechlujnie zbudowaną masę traw i innych materiałów roślinnych. W zniesieniu zazwyczaj od 3 do 5 jaj. Wysiadywanie trwa 11–14 dni.

## Taksonomia
Gatunek po raz pierwszy opisał Andrew Smith w 1836 roku. Holotyp pochodził z okolicy na północ od Oranje, zidentyfikowanej jako okolice miasta Kuruman (Prowincja Przylądkowa Północna, Południowa Afryka). Autor nadał nowemu gatunkowi nazwę Pyrgita diffusa. Obecnie (2019) Międzynarodowy Komitet Ornitologiczny (IOC) umieszcza wróbla bladego w rodzaju Passer i wyróżnia 4 podgatunki, podobnie jak autorzy HBW. Podgatunek P. d. mosambicus van Someren, 1921 bywa czasem uznawany za podgatunek wróbla siwogłowego (P. griseus), z którym wróbel blady ogółem bywał uznawany za jeden gatunek; przykładowo w Check-list of birds of the world (1962). Status podgatunku P. d. stygiceps Clancey, 1954 pozostaje niejasny. Sugerowano, że mogą to być ciemniejsze osobniki podgatunku nominatywnego, u którego przedstawicieli klinowo zachodzi zmiana ubarwienia, lub że są to hybrydy P. d. stygiceps i P. griseus ugandae. Do bardziej szczegółowej systematyki potrzebne są dalsze badania na temat granic zasięgów tych dwóch taksonów.

## Podgatunki i zasięg występowania
Występuje w Afryce Południowej; północna granica zasięgu przebiega przez Angolę, Zambię i Tanzanię. BirdLife International szacuje zasięg występowania wróbla bladego na 6,75 mln km². IOC wyróżnia następujące podgatunki:
- P. d. luangwae Benson, 1956[8] – dolina górnej Luangwy, wschodnia Zambia[4] (między równoleżnikami 11°45'S i 12°37'S[9])
- P. d. mosambicus van Someren, 1921[10] – północno-wschodnia Zambia i północny Mozambik[4], Zanzibar i Pemba[9]
- P. d. diffusus (A. Smith, 1836[3]) – zachodnia i południowa Angola na wschód po południowo-zachodnią i południową Zambię, na południe po Namibię (poza północno-zachodnią częścią), Botswanę, zachodnie Zimbabwe i zachodnią Południową Afrykę (z wyjątkiem większości południowo-zachodniej części)[4]; zasięg w drugiej połowie XX wieku poszerzał się, pod koniec lat 80. sięgał równoleżnika 32°S na północy i na zachód po południk 23°E[9]
- P. d. stygiceps Clancey, 1954[11] – południowo-wschodnia Zambia, południowe Malawi, północne i wschodnie Zimbabwe, centralny i południowy Mozambik, północno-wschodnia i wschodnia Południowa Afryka, Eswatini i Lesotho[4]

## Morfologia
Długość ciała wynosi 15–16 cm, masa ciała 20–29,6 g według autorów HBW; inne źródło podaje średnią masę ciała 25,3 g i zakres 15–39,5 g (dane na podstawie pomiarów 219 osobników z Prowincji Przylądkowej Wschodniej). Wymiary szczegółowe:
| Podgatunek | Płeć   | n  | Długość skrzydła [mm] | Długość górnej krawędzi dzioba [mm] | Długość ogona [mm] | Długość skoku [mm] |
| --- | ------ | -- | --------------------- | ----------------------------------- | ------------------ | ------------------ |
| P. d. luangwae                                                                                                | Samce  | 7  | 74–82                 | 10,5–11,5                           | –                  | –                  |
| P. d. luangwae                                                                                                | Samce  | 1  | 77                    | 11                                  | 59                 | 18                 |
| P. d. luangwae                                                                                                | Samice | 7  | 72–79                 | 10–12                               | –                  | –                  |
| P. d. mosambicus                                                                                              | nn     | 6  | 75–83                 | –                                   | –                  | –                  |
| P. d. diffusus                                                                                                | Samce  | nn | 79–86 (a) 83–88 (b)   | 13,5–15,8                           | 55–65              | 16–19              |
| P. d. diffusus                                                                                                | Samice | nn | 73–82 (a) 79–82 (b)   | 13,8–15                             | 55–65              | 16–19              |
| (a) – wymiary u osobników pochodzących z Namibii lub Angoli, (b) – wymiary u osobników pochodzących z Natalu. |        |    |                       |                                     |                    |                    |

Ptaki obydwu płci upierzone są podobnie; według wyników jednego z badań (prowadzonych w Namibii na P. d. diffusus) ustalenie płci jest niemożliwe po samym wyglądzie, nawet u ptaka trzymanego w ręce. Czoło, ciemię, przód głowy i boki szyi jasnopopielate. Kantarek i obszar wokół oka, zachodzący nieco na pokrywy uszne, są ciemnoszare. Płaszcz i górna część grzbietu szarobrązowe, na barkówkach, w niższej części grzbietu i kuprze barwa ta przechodzi w czerwonobrązową lub jasnokasztanową. Pokrywy nadogonowe brązowe, niekiedy z jasnymi płowobrązowymi krawędziami. Ogon dość długi, prostokątny, jest obrzeżony jasnobrązowo. Pokrywy skrzydłowe mniejsze i nasada średnich mają identyczną barwę jak barkówki i są czerwonobrązowe. Końcówki wewnętrznych pokryw skrzydłowych średnich mają szerokie białe krawędzie, a niekiedy są całkowicie białe. Pokrywy skrzydłowe większe ciemnobrązowe z szerokimi jasnokasztanowymi krawędziami. Skrzydełko i pokrywy pierwszorzędowe ciemnobrązowe z wąskimi płowobrązowymi krawędziami. Lotki ciemnobrązowe, te I rzędu z szerokimi brązowymi lub płowobrązowymi krawędziami, te II i III rzędu – z szerszymi. Broda i gardło białe, kontrastujące z szarą piersią i bokami i nieco jaśniejszym brzuchem, okolicami kloaki i pokrywami podogonowymi. Dziób krótki i gruby, szczęka i żuchwa nieco wygięte. W sezonie lęgowym ma barwę czarną lub bardzo ciemnobrązową, poza nim – szarobrązową z żółtą nasadą żuchwy (inne źródło opisuje go jako barwę rogową w różowawym odcieniu). Nogi i stopy szarobrązowe, czasem nieco różowawe. Tęczówka brązowa.
Przedstawiciele podgatunku P. d. mosambicus wyróżniają się ciemniejszym i intensywniejszym ubarwieniem. Osobniki z podgatunku P. d. luangwae cechują się upierzeniem pośrednim między wróblem siwogłowym a P. d. diffusus. Względem wróbli bladych innych podgatunków są mniejsze i mają delikatniejsze dzioby. Reprezentanci P. d. stygiceps mają ciemniejsze upierzenie, które u wróbli bladych różni się w poszczególnych środowiskach zgodnie z regułą Glogera.

## Ekologia i zachowanie
Wróble blade zasiedlają głównie otwarte zadrzewienia akacji, często w pobliżu ludzkich siedlisk. Choć odwiedzają same zabudowania, nie są tak związane z ludźmi jak wróble siwogłowe. Prawdopodobnie wynika to z nachodzenia się ich zasięgu z tym wróbli czarnogłowych (P. melanurus), które są lepiej przystosowane do ludzkich siedlisk i rywalizują z wróblami bladymi o miejsca lęgowe. Pierwotnym środowiskiem życia wróbli bladych były skupiska akacji i szerokolistnych drzew oraz inne formacje z udziałem drzew (między innymi miombo). Zajęcie przez nie innych środowisk wynika głównie z komensalizmu z ludźmi i przystosowania się do życia wśród obcych roślin w ich siedliskach. Pojawiają się między innymi na obrzeżach plantacji i w ogrodach. W Malawi na południe od jeziora Niasa wróble blade występują niemal wyłącznie w zadrzewieniach Colophospermum mopane, podobnie jak w dolinie rzeki Luangwa.
Przeważnie wróble blade przebywają w parach, choć poza sezonem lęgowym mogą łączyć się w małe stada; prawdopodobnie są to głównie grupy rodzinne. To dość skryte ptaki. Podczas żerowania dołączają się do wróbli domowych (P. domesticus) i czarnogłowych, lecz są to ich konkurenci przy zajmowaniu miejsc gniazdowania. Współwystępują także z wróblami rdzawymi (P. motitensis). Wróble blade żerują na ziemi, poza tym większość czasu spędzają na drzewach. Prócz skakania również chodzą, co jest nietypowe dla wróbli ogółem. Prowadzą osiadły tryb życia, podejmują najwyżej lokalne wędrówki. Pożywieniem wróbli bladych są nasiona roślin zielnych (w tym traw; poza tym nasiona Alternanthera i Boerhavia repens) i owady, zjadają również pąki i jagody (kolcowój, Lycium i Ficus bussei). Przynajmniej do końca lat 90. XX wieku nie zbadano dokładnie składu pokarmu tych ptaków. Obserwowano, jak spijają nektar z aloesów dwóch gatunków – Aloe marlothii i Aloe greatheadii.
Wróble blade są raczej cichymi ptakami. Ich głos kontaktowy (tu, podobnie jak inne dźwięki, podany w transkrypcji anglojęzycznej) to powtarzane chirp lub chirrup, miększy i bardziej melodyjny niż ćwierkanie wróbli domowych. Serie różnorodnych głosów zwykle będących kontaktowymi mogą zostać połączone, tworząc pieśń prostą i powolną. McLean (1984) zapisał ją jako chirrip cheeu chiriritit cheeu; pieśń ma być metalicznie brzmiąca, wydawana cieńszym i wyższym głosem niż podobne dźwięki u wróbli innych gatunków. W locie wróble blade odzywają się nosowym zeeec lub zeeut. Alarmują krótkim (około 0,5 s) trajkoczącym głosem zapisywanym przykładowo jako churrit'ti'tit.
Pierzenie następuje po sezonie lęgowym. Na Zanzibarze jest to okres od lipca do listopada.

### Lęgi

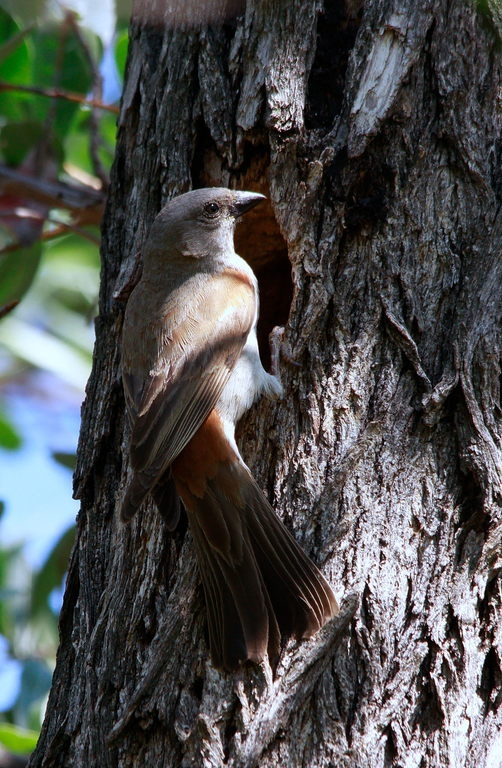
Wróbel blady zaglądający do dziupli wąsala, Park Narodowy Marakele, Limpopo, RPA

Lęgi stwierdzano we wszystkich miesiącach roku, pora ich wyprowadzania odpowiada lokalnemu występowaniu deszczów. Szczytowa aktywność lęgowa przypada na lato. W południowej części Afryki Południowej ma ona wyraźniej sezonowy charakter niż w północno-wschodniej części tego regionu. W Malawi lęgi odnotowywano od grudnia do lipca, w Zambii – od stycznia do kwietnia, w Zimbabwe – od września do maja (okazjonalnie czerwca), w Mozambiku – od października do marca, w Południowej Afryce – od listopada (okazjonalnie od września) do marca, w Namibii – od stycznia do marca. Na Pembie, Mafii i Zanzibarze lęgi stwierdzano w marcu i lipcu. Przeważnie w roku wyprowadzane są dwa lęgi.
Wróble blade gniazdują w zagłębieniach w drzewach lub budynkach mieszczących się od 1 do 6 m nad ziemią. Używają starych dziupli dzięciołów czy wąsali, a w budynkach – gniazd jerzyków (w tym jerzyków małych, Apus affinis) i jaskółek. Miejsca na gniazdo często są wykorzystywane naprzemiennie z wróblami popielatymi i innymi ptakami gniazdującymi w dziuplach, jak sikory czarne (Melaniparus niger) i ametyszczaki (Cinnyricinclus leucogaster). Niekiedy zasiedlają wyjątkowo małe szczeliny, przykładowo puste wnętrza słupków ogrodzeniowych, nieużywanych rur, a raz odnotowano gniazdowanie w podwoziu wraku samochodu. Gniazdo ma formę niedbale zbudowanej masy traw z domieszką łodyg roślin zielnych i płatków kwiatów. Wyściółkę stanowią pióra, wełna i sierść. Bywa ona tak rozrzucona po szczelinie z gniazdem, że przesłania całkowicie jego zawartość. W budowie gniazda biorą udział obydwa ptaki z pary.
Zniesienie liczy zazwyczaj od 3 do 5 jaj. Jaja mają szarobrązową skorupkę intensywnie upstrzoną ciemnobrązowymi plamami. Średnie wymiary to 19 na 14 mm. Inkubacja trwa 11–14 dni, a jaja wysiadują obydwa ptaki z pary. Pisklęta są karmione przez oboje rodziców. Młode spędzają w gnieździe 16–19 dni, a po jego opuszczeniu, przez kolejne 14–21 dni są jeszcze zależne od rodziców. Wróble blade bywają gospodarzami kukułeczek pstrych (Chrysococcyx caprius).

## Status i zagrożenia
IUCN nieprzerwanie od 1988 (stan w 2019) uznaje wróbla bladego za gatunek najmniejszej troski. BirdLife International ze względu na brak widocznych zagrożeń uznaje trend liczebności populacji za prawdopodobnie stabilny. W latach 1940–2004 stwierdzono znaczną i gwałtownie przebiegającą ekspansję zasięgu w Południowej Afryce. W 2004 proces ten trwał nadal i obejmował poszerzanie zasięgu w Prowincji Przylądkowej Zachodniej. Pod koniec lat 90. XX wieku w Południowej Afryce gatunek określano jako niemal wszędobylski. W Eswatini gęstość rozmieszczenia rzędu 51 osobników/100 ha (dane bez podanej daty, dostęp 2019).